# USS Burdo (APD-133)
USS Burdo (APD-133) là một tàu vận chuyển cao tốc lớp Crosley, nguyên được cải biến từ chiếc DE-717, một tàu hộ tống khu trục lớp Rudderow, và đã phục vụ cùng Hải quân Hoa Kỳ trong Chiến tranh Thế giới thứ hai. Nó là chiếc tàu chiến duy nhất của Hải quân Hoa Kỳ được đặt cái tên này, theo tên binh nhất Thủy quân Lục chiến Ronald A. Burdo (1920–1942), người từng phục vụ cùng Sư đoàn 1 Thủy quân Lục chiến trong Chiến dịch Guadalcanal và đã tử trận tại Gavutu vào ngày 7 tháng 8, 1942. Nó đã phục vụ cho đến khi Thế Chiến II kết thúc, và tiếp tục phục vụ cho đến năm 1958. Con tàu cuối cùng bị bán để tháo dỡ vào năm 1967.

## Thiết kế và chế tạo
Thiết kế của lớp Crosley dựa trên việc cải biến lớp tàu hộ tống khu trục Rudderow. Cấu trúc thượng tầng con tàu được mở rộng, đồng thời tháo dỡ bớt vũ khí trang bị để lấy chỗ bố trí nơi nghỉ cho 162 binh lính được vận chuyển cùng khoảng 40 tấn trang bị. Hệ thống động lực tương tự như với các lớp Buckley và Rudderow; là kiểu động cơ turbine-điện General Electric, cung cấp điện năng cho mô-tơ điện để dẫn động hai trục chân vịt.
Dàn vũ khí được giữ lại bao gồm một khẩu pháo 5 inch (130 mm)/38 cal bố trí một phía trước mũi; ba khẩu đội pháo phòng không Bofors 40 mm nòng đôi và sáu pháo phòng không Oerlikon 20 mm; vũ khí chống ngầm gồm hai đường ray Mk. 9 để thả mìn sâu. Thủy thủ đoàn đầy đủ bao gồm 15 sĩ quan và 168 thủy thủ; và con tàu được bố trí tiện nghi để vận chuyển 12 sĩ quan cùng 150 binh lính đổ bộ.
Burdo nguyên được dự định chế tạo như là chiếc DE-717, nhưng được xếp lại lớp như một tàu vận chuyển cao tốc vào ngày 17 tháng 7, 1944, mang ký hiệu lườn mới APD-133, và được đặt lườn tại xưởng tàu của hãng Defoe Shipbuilding Co. ở Bay City, Michigan vào ngày 26 tháng 7, 1944. Nó được hạ thủy vào ngày 25 tháng 11, 1944, được đỡ đầu bởi bà Ida J. Botts, mẹ của binh nhất Burdo. Con tàu được chuyển đến xưởng tàu của hãng Todd Johnson Shipyard ở Algiers, Louisiana để hoàn thiện, và nhập biên chế cùng Hải quân Hoa Kỳ tại New Orleans, Louisiana vào ngày 2 tháng 6, 1945 dưới quyền chỉ huy của Hạm trưởng, Thiếu tá Hải quân Hadlai A. Hull.

## Lịch sử hoạt động
Burdo gia nhập Hạm đội Thái Bình Dương vào tháng 8, 1945 và được phân về Chi hạm đội Phá hoại dưới nước Thái Bình Dương. Với Đội phá hoại dưới nước (UDT: Underwater Demolition Team) 13 được phối thuộc, nó lên đường vào ngày 16 tháng 8 để đi sang Trân Châu Cảng, và được điều động cùng một đội đổ bộ. Nó lên đường vào ngày 1 tháng 9 để đi sang Sasebo, Nhật Bản, nơi người nhái thuộc Đội UDT-13 đã trợ giúp vào việc dọn sạch các luồng vào cảng trước khi lực lượng chiếm đóng đổ bộ vào ngày 21 tháng 9. Không lâu sau đó, nó lên đường quay trở về Hoa Kỳ ngang qua Okinawa, Guam và Trân Châu Cảng, và Đội UDT-13 rời tàu khi nó về đến San Diego, California. Sau khi thực hiện một chuyến vận chuyển khứ hồi đến Trân Châu Cảng, nó băng qua kênh đào Panama để chuyển đến Norfolk, Virginia.
Trong giai đoạn từ tháng 12, 1945 đến tháng 10, 1948, Burdo hoạt động dọc theo vùng bờ biển Đại Tây Dương để thực hành huấn luyện và thực tập đổ bộ, và đã thực hiện ba chuyến đi đến vùng biển Caribe. Vào ngày 1 tháng 11, 1948, cùng với các tàu chiến khác thuộc Hạm đội Đại Tây Dương, nó khởi hành từ cho một chuyến đi hoạt động thử nghiệm trong điều kiện thời tiết lạnh giá tại Argentia, Newfoundland. Sau khi quay trở về Norfolk vào ngày 20 tháng 11, nó tiếp nối các hoạt động bảo trì và huấn luyện thường lệ dọc theo vùng bờ Đông và vùng biển Caribe cho đến tháng 5, 1951.
Burdo được điều sang Hải đội Thực hành dành cho học viên sĩ quan, và thực hiện một chuyến đi thực tập mùa Hè sang vùng biển Châu Âu và Caribe, rồi quay trở về Norfolk vào cuối tháng 7. Sau khi được đại tu, nó tiếp tục thực hành huấn luyện phối hợp cùng các đơn vị Thủy quân Lục chiến. Đến đầu tháng 1, 1953, con tàu được biệt phái phục vụ cùng Đệ Lục hạm đội tại khu vực Địa Trung Hải, hoạt động cùng Đội đổ bộ cho đến tháng 5, và tham gia một cuộc tập trận trong khuôn khổ Khối NATO. Trong những năm tiếp theo, nó tiếp tục tham gia thực hành huấn luyện đổ bộ theo vùng bờ Đông, từng thực hiện sáu chuyến đi đến vùng biển Caribe, và thêm một lượt phục vụ khác tại Địa Trung Hải cùng Đệ Lục hạm đội.
Burdođược cho xuất biên chế tại Xưởng hải quân Charleston ở Charleston, South Carolina vào ngày 28 tháng 2, 1958, và được đưa về Hạm đội Dự bị Đại Tây Dương. Tên nó được cho rút khỏi danh sách Đăng bạ Hải quân vào ngày 1 tháng 4, 1966, và con tàu được bán cho hãng Southern Scrap Material Co. tại New Orleans, Louisiana vào ngày 30 tháng 3, 1967 để tháo dỡ.

## Phần thưởng
Nguồn: Navsource Naval History
|  |  |  |
|  |  |  |

| Huân chương Chiến dịch Hoa Kỳ        | Huân chương Chiến dịch Hoa Kỳ           | Huân chương Chiến dịch Châu Á-Thái Bình Dương | Huân chương Chiến dịch Châu Á-Thái Bình Dương |
| Huân chương Chiến thắng Thế Chiến II | Huân chương Phục vụ Chiếm đóng Hải quân | Huân chương Phục vụ Chiếm đóng Hải quân       | Huân chương Phục vụ Phòng vệ Quốc gia         |